# Света Петка (Маловище)
Вижте пояснителната страница за други значения на Света Петка.
„Света Петка“ или „Света Параскева“ (на македонска литературна норма: „Света Петка“) е православна църква в битолското влашко село Маловище, Северна Македония. Църквата е под управлението на Преспанско-Пелагонийската епархия на Македонската православна църква – Охридска архиепископия.

## История
Църквата е построена в 1856 година на основите на по-стар храм, датиращ от XVI – XVII век.

## Иконопис
Притежава ценен резбован иконостас от 1892 година, изработен от майстор Димитрий и подобен на този в Бигорския манастир. Иконите са от XIX век, също дело на известни майстори. Църквата е сред малкото с изписана източна фасада.
В храма има постоянна галерия на икони, в която има икони от XVI век.
- Икона на „Възнесение Христово“
- Икона на „Рождество Христово“
- Икони от певницата, дело на Йоан Анагност